# Harambe
Pour les articles homonymes, voir Harambe (homonymie).
Harambe, né le 27 mai 1999 au Gladys Porter Zoo à Brownsville et mort le 28 mai 2016 au zoo et jardin botanique de Cincinnati aux États-Unis, est un gorille des plaines de l'Ouest.
Son nom provient de la chanson Harambe (Working Together for Freedom) (1988) de Rita Marley, elle-même nommée d'après « Harambee », un terme swahili. Il est placé au Gladys Porter Zoo de 1999 à 2014, avant d'être déplacé au zoo de Cincinnati.
Le 28 mai 2016, un petit garçon de trois ans grimpe et tombe dans l'enceinte des gorilles au zoo de Cincinnati, dans un fossé plein d'eau. Il est attrapé et traîné par Harambe (vers un endroit où l'eau est moins profonde : le gorille le redresse et le met debout). Craignant pour la vie de l'enfant, la décision est prise par les employés du zoo de tuer le gorille. L'incident est filmé et reçoit donc une large couverture médiatique, dont la controverse sur le choix de tuer l'animal. De nombreux activistes et membres du public, outrés par cet acte de violence qu'ils jugeaient non nécessaire, se mirent à protester sur Internet. Harambe devient par la suite l'objet de multiples mèmes Internet. Dans la culture populaire sur Internet et à titre humoristique, la mort d'Harambe survient comme le début de la dégradation de la société dans son ensemble.
Une statue de Harambe est hérigé en hommage au gorille en 2021 à New York.